# Edmund Edel

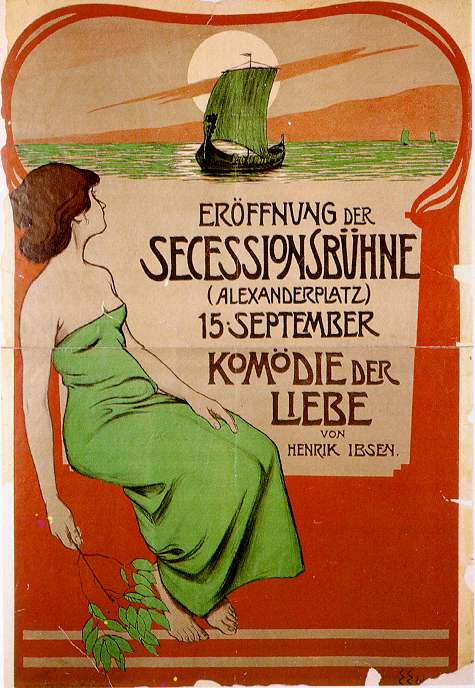
Plakat zur Eröffnung der Secessionsbühne, 1900

Edmund Albert Edel (* 10. September 1863 in Stolp, Pommern; † 4. Mai 1934 in Berlin) war ein deutscher Karikaturist, Illustrator, Schriftsteller und Filmregisseur. Sein Enkel war der Berliner Schriftsteller Peter Edel (1921–1983).

## Leben

### Jugend
Edmund Edel stammte aus einer jüdischen Arztfamilie, die 1864 nach Charlottenburg zog. 1869 gründete der Vater, Karl Edel, dort das „Asyl für Gemütskranke“, eine private psychiatrische Klinik. Edmund Edel besuchte das Charlottenburger Kaiserin-Augusta-Gymnasium und begann anschließend eine Kaufmannslehre. Zur Fortsetzung seiner kaufmännischen Ausbildung ging er nach Paris, wo er beschloss, Künstler zu werden. Ende 1886 ging er nach München, um an der privaten Malschule von Simon Hollósy und dann an der Königlichen Akademie Malerei bei Nikolaus Gysis und Gabriel von Hackl zu studieren. Sein Studium schloss er 1891 nach dem üblichen, zweijährigen Aufenthalt in Paris an der Académie Julian ab. In Paris hatte er bei dem ein Jahr jüngeren Henri de Toulouse-Lautrec den neuen Plakatstil kennengelernt, der in Frankreich entstanden und von Jules Chéret und Toulouse-Lautrec zur Reife gebracht worden war. Angesichts der künstlerischen Möglichkeiten, die sich ihm in diesem Bereich erschlossen, absolvierte Edel 1891 in Brüssel bei der Druckerei O. de Rycker eine einjährige Lehre als Lithograph.
Seine ersten Gemälde in der Manier Edvard Munchs, die er ab 1890 präsentierte, wurden von der Kritik vernichtet und als „Phantasmagorien“ beschimpft. Edel kehrte 1892 nach Berlin zurück und sah sich gezwungen, Aufträge für Illustrationen anzunehmen.

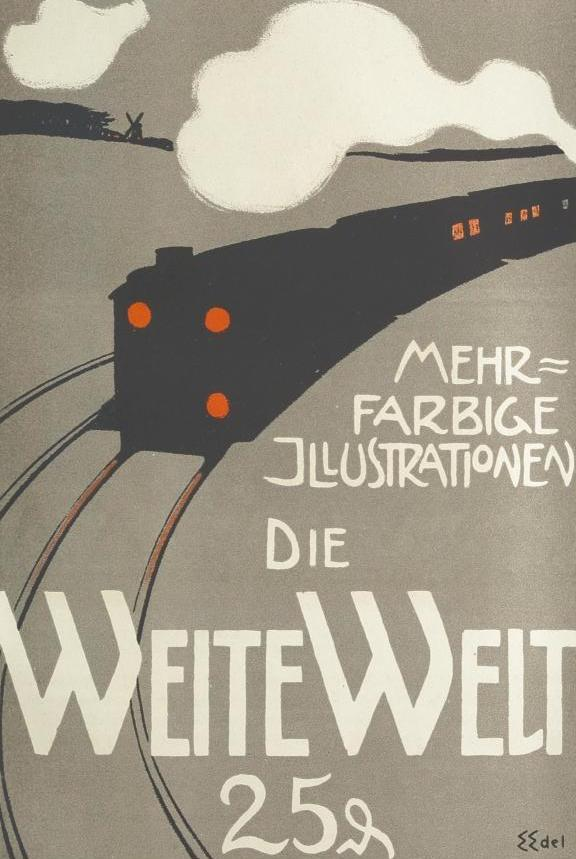
Plakat aus dem Jahr 1900

### Ab 1896: Erfolg als Illustrator und Gebrauchsgrafiker
Mit Illustrationen gelang ihm der Durchbruch: 1896 druckten die satirischen Zeitschriften Ulk und Fliegende Blätter seine Grafiken. Auch als Gebrauchsgrafiker machte er sich einen Namen. Zu seinen Hauptkunden zählten Theater, Kunstvereine, Kabaretts und insbesondere der Ullstein Verlag. Für dessen Berliner Morgenpost schuf er eine Serie von Plakaten. Seine Plakate warben jedoch auch für Konsumprodukte, vom Likör über Autoreifen und Fleischextrakt bis hin zu einer Schuhcreme-Marke namens „Eulen-Wichse“, für die er gemeinsam mit einem befreundeten Kabarettisten „unter Zuhilfenahme einer nötigen Menge Alkohol“ den zündenden Werbeslogan entwickelte, den ganz Berlin nachplapperte: »Womit ick mir die Stiebeln wichse? Mit Eulen-Wichse wichse ick se...«" Seine Plakate wurden als modern, besonders auffällig und raffiniert komponiert gelobt. Der Kunsthistoriker Eduard Fuchs bezeichnete ihn 1906 als „Deutschlands geschicktesten Reklamezeichner“. Heute gilt er als einer der Pioniere der deutschen Reklamekunst.
Für Ernst von Wolzogens Kabarett Überbrettl war er als Kostümbildner tätig, wobei er Kostüme entwarf, „in denen er die Unarten der gegenwärtigen Damen-Mode und die Übertreibungen des modernen kunstgewerblichen Stils mit dem ihm eigenen entzückenden Übermut parodierte“. Kabarettvorführungen nach französischer Art waren in Mode; wobei satirische Aussagen wegen möglicher strafrechtlicher Konsequenzen nicht in Texten, sondern durch Kostüme und die musikalische und szenische Ausgestaltung transportiert wurden.
Im Jahr 1898 war er Mitbegründer und künstlerischer Leiter von Max Osborns Zeitschrift Narrenschiff, einer kurzlebigen Konkurrenz zum Simplicissimus. Es folgten gemeinsame Buchproduktionen mit Zeichnungen und Karikaturen. Ab 1901 arbeitete er für das Satireblatt Der Wahre Jacob. In seinen Karikaturen versuchte er, eine genaue Typisierung der gesellschaftlichen Klassen zu geben und nicht nur einzelne physiognomische Merkmale zu überzeichnen. Edels gezeichnete Beobachtungen von Körperhaltung, Gesichtsausdruck etc. geben seinen Karikaturen eine sozialpsychologisch-dokumentarische Relevanz.

### Ab 1903: Schriftstellerei und Filme
Um 1903 zog sich Edel aus der Gebrauchsgrafik zurück und begann zu schreiben. Es entstanden über 30 Gesellschaftsromane und viele Feuilleton-Beiträge, die ihm den Ruf eines Chronisten der Berliner Bohème eintrugen. Seine Romane, die essayistisch die Berliner Gesellschaftsmilieus schilderten, erreichten teilweise sehr hohe Auflagen.
Zwischen 1916 und 1919 führte Edmund Edel bei mehr als einem halben Dutzend Stummfilmen Regie und schrieb Drehbücher als „Kinometerdichter“, wie sich die Drehbuchautoren wegen ihrer „nach Metern und Kilometern“ berechneten Produktionen nannten. Insgesamt arbeitete er an über 40 Filmen mit und zählte sich selbst zu den ersten deutschen „Filmsnobs“. Als sein herausragendster Film gilt das 1916 gedrehte Drama Die Börsenkönigin (UA 1918) mit Asta Nielsen in der Rolle einer Geliebten eines Bergwerksdirektors. Dieser betrügt sie; sie nimmt daraufhin das Management der Firma in die Hand. Ungewöhnlich war der Drehort in der Industrielandschaft des Bergbaus.
In einem Essay von 1926 resümierte Edel seine Begeisterung für das Kino:

„Wir wallfahrten aus dem Westen, der für diese derbe, naive Volksbelustigung (naiv im Sinne verderbten Snobtums) zu vornehm war, in die Chausseestraße, wo, wie ich mich zu erinnern glaube, ein winziges Kinotheaterchen sein bescheidenes Dasein fristete. (…) Plötzlich gab es eine Filmbranche. Eine 'Branche', wie es eine Blusen-, Konfektions-, Automobil- oder Lebensmittelbranche gibt. Man fabrizierte Films. (…) Inzwischen ist der kleine Kurbelkasten das Auge der Welt geworden. (…) Keiner fürchtet ihn mehr, jeder sehnt sich danach, vor dem Kurbelkasten diejenige Pose einzunehmen, mit der er seinen Mitmenschen imponieren möchte.“

Zu seinem 70. Geburtstag 1933 musste sich der populäre und in Berlin wohlbekannte Edel im Völkischen Beobachter als „Salonsemit“ beschimpfen lassen; der „obszön-dekadenten Zeichnerei und Schreiberei des Edel-Juden“ müsse nicht gedacht werden.
Wenige Monate später starb Edmund Edel Anfang Mai 1934 in Berlin. Beigesetzt wurde er auf dem interkonfessionellen Friedhof Heerstraße im Bezirk Charlottenburg im heutigen Ortsteil Berlin-Westend. Die Grabstätte ist inzwischen aufgelöst.

## Nachlass
Ein Teil seines schriftlichen Nachlasses befindet sich seit 2015 im Deutschen Kunstarchiv im Germanischen Nationalmuseum in Nürnberg.

## Schriften
- Edmund Edel: Werke. Herausgegeben von Björn Weyand. Quintus-Verlag, Berlin 2022 ff.
  - Berlin W. Ein paar Kapitel von der Oberfläche. Mit einem Nachwort von Björn Weyand. Quintus-Verlag, Berlin 2022, ISBN 978-3-96982-045-2.[7]
  - Der Snob. Roman. Mit einem Nachwort von Björn Weyand. Quintus-Verlag, Berlin 2023, ISBN 978-3-96982-064-3.
  - Mein Freund Felix. Abenteuerliches aus Berlin W. W. Mit einem Nachwort von Björn Weyand. Quintus-Verlag, Berlin 2023, ISBN 978-3-96982-076-6.
- Marienbad. Skizzen (= Modebäder. Bd. 1, ZDB-ID 2659615-5). Verlag „Harmonie“, Berlin 1905.
- Berlin W. Ein paar Kapitel von der Oberfläche. Boll u. Pickardt, Berlin 1906 (Neuausgabe, herausgegeben von Johannes Althoff. Verlagshaus Braun, Berlin 2001, ISBN 3-935455-07-0).[8]
- mit Hans Ostwald, Leo Colze, Moritz Loeb, Hans Freimark: Aus den Höhen und Tiefen Berlins. Der gesammelten Großstadt-Dokumente zweiter Band (= Im Sittenspiegel der Großstadt. Bd. 2). Mit . Seemann, Berlin u. a. 1907.
- Ahrenshoop, das Malernest. Ein Ostseeidyll. In: Berliner Tageblatt, August 1907.
- Fritz, der Zeitgenosse : eine merkwürdige Geschichte mit vielen Zeichnungen, Hamburg : Carly, 1909
- Neu-Berlin (= Großstadt-Dokumente. Bd. 50, ZDB-ID 988680-1). Seemann Nachf., Leipzig 1908. Digitalisiert von der Zentral- und Landesbibliothek Berlin, 2014. URN urn:nbn:de:kobv:109-1-6381081
- Der gefährliche Alte. Bekenntnisse eines Mannes um die Fünfzig. Est-Est-Verlag, Berlin-Charlottenburg 1911.
- Poker. Ein Spielerroman. Eduard Beyer, Charlottenburg 1912 (Überarbeitete Neuausgabe, herausgegeben von Jens-Erik Rudolph. (= Bibliothek des neuen Westens. Bd. 1). Jens-Erik Rudolph, Hamburg 2009, ISBN 978-3-941670-06-8).
- Mein Freund Felix. Abenteuerliches aus Berlin WW. Baumann, Charlottenburg 1914.
- Das Glashaus. Ein Roman aus der Filmwelt. Ullstein, Berlin u. a. 1917.
- Der Tanznarr. Ein Roman aus der Tangozeit. Boll & Pickardt, Berlin 1918.
- Erinnerungen eines Säulenheiligen. In: Das Plakat. Bd. 9, Heft 1, Januar 1918, ZDB-ID 536367-6, S. 17–32.[9]
- Der Filmgott. Roman (= Ehrlichs illustrierte Bücherei. Bd. 3, ZDB-ID 2061535-8). Illustriert von Conny. Ehrlich, Berlin 1920.
- Frau Mimis Vergangenheit. Kriminalroman aus Schieberkreisen (= Ehrlichs Kriminalbücherei. Bd. 8, ZDB-ID 2061936-4). Ehrlich, Berlin 1920.
- Sylvia's Liebesleben. Die Tragödie einer Morphinistin. Roman (=  Bücher der Leidenschaft. Bd. 2, ZDB-ID 2237274-X). Ehrlich, Berlin 1920.
- Zwischen den Frauen. Roman (= K.E.-Bücher. Bd. 2, ZDB-ID 2062459-1). Ehrlich, Berlin 1924.
- Giogolo, der Freund der Frauen. Roman (= Sammlung guter Sittenromane. Bd. 33, ZDB-ID 2237275-1). Eden-Verlag, Berlin 1928.

Zudem übersetzte Edel einige Milieuromane von Victor Margueritte.

## Filmografie (Auswahl)
- 1913: Tangofieber
- 1916: Spiel im Spiel
- 1916: Dr. Satansohn
- 1916: Aus Mangel an Beweisen
- 1916: Sein süßes Mädel
- 1917: Professor Nissens seltsamer Tod
- 1917: Abenteuer im Warenhaus
- 1917: Das große Los
- 1917: Ehestiftung mit Hindernissen
- 1917: Das unruhige Hotel
- 1918: Die Börsenkönigin
- 1919: Frau Hempels Tochter

## Galerie

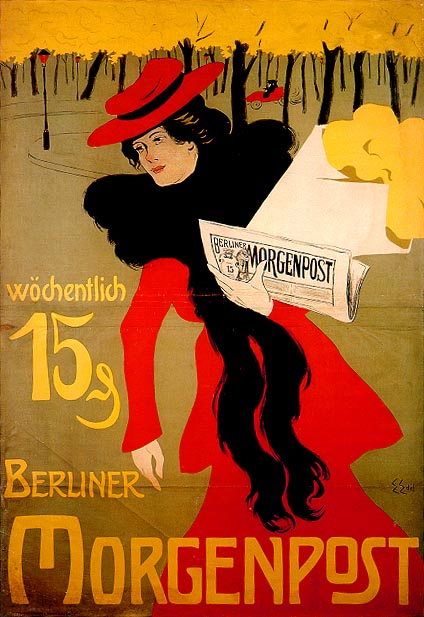
Plakat für die Berliner Morgenpost, 1901
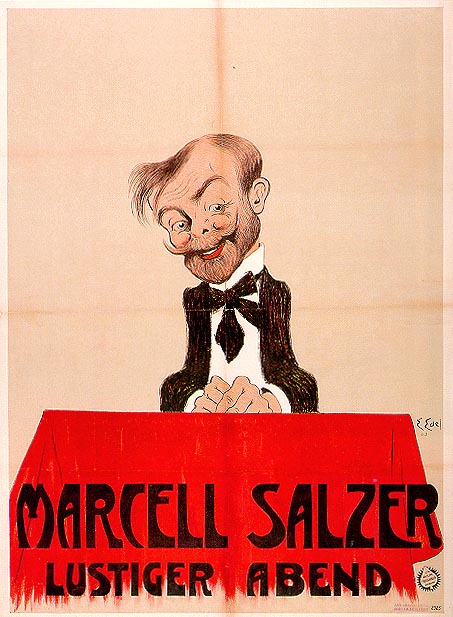
„Lustiger Abend“ mit Marcell Salzer, 1903
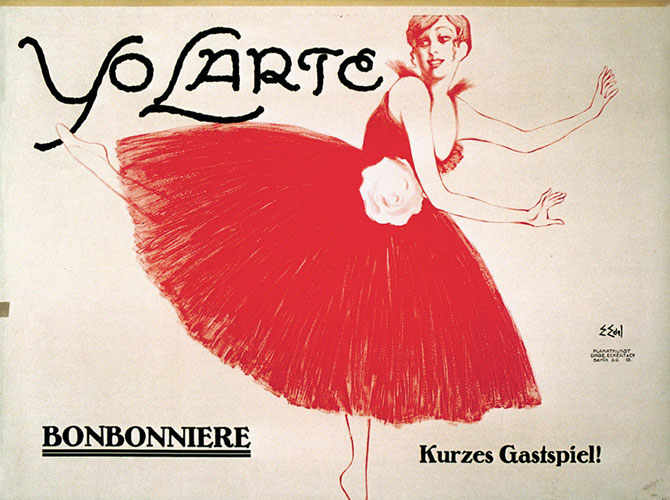
Die Tänzerin Yo Larte, 1917
Reklamemarke für die Zigarettenmarke Kadda Döberitz, vor 1910